# Маскаренска острва
Маскаренска острва (енгл. Mascarene Islands, фр. Mascareignes, порт. Ilhas Mascarenhas) су архипелаг у Индијском океану, на 650 км источно од острва Мадагаскар. Укупна површина архипелага је 4.523 км². Укључује три главна острва: Реинион (Réunion), Маурицијус (Mauritius) и Родригеш (Rodrigues). Ту су још два мања архипелага: Свети Брандон и Агалега острва. 
Маскаренска острва имају вулканско порекло. Окружена су коралним гребенима. Представљају изолован екосистем са јединственом флором и фауном. 
Острво Реинион је прекоморски департаман на Француске, док су остала острва део Републике Маурицијус.
На острвима се производе шећер, рум, кокосови ораси, копра, ванила и алоја. 
На Маскаренским острвима живи 2.111.000 људи (податак из 2009). Највећи део становништва су потомци досељеника из Индије, а остали су Африканци креоли, Кинези и Европљани.
Острва је открио Педро Маскарена 1507. године. На Маскаренским острвима живела је птица додо (Raphus cucullatus), коју су Европљани за кратко време истребили ловом и увођењем нових животињских врста на острва. 

## Географија
Архипелаг обухвата три велика острва, Маурицијус, Реинион и Родригеш, плус низ вулканских остатака у тропима југозападног Индијског океана, углавном између 700 и 1500 километара источно од Мадагаскара. Овај терен обухвата разне гребене, атоле и мала острва. Представљају различите топографске и едафске регионе. На највећим острвима ово је довело до необичног биодиверзитета. Клима је океанска и тропска.
Маурицијус се налази 900 km источно од Мадагаскара. Има површину од 1865 km2. Највиша тачка је 828 метара. Маурицијус је најнасељеније од Маскаренских острва, са популацијом од 1.252.964 становника.
Реинион се налази 150 km југозападно од Маурицијуса. То је највеће од острва, са површином од 2512 km2. Питон дес Неж (3069 m), угашени вулкан, највиши је врх на Реинион и на овим острвима. Питон де ла Фурнез је активни вулкан на Реиниону који често еруптира.
Родригеш се налази 574 km источно од Маурицијуса. Има површину од 109 km2 и достиже 393 метра надморске висине.
Сент Брендон, такође познат као плићаци Каргадос Карахос, група је коралних атола која се састоји од баријерног гребена, плићака и ниских острва. То је остатак једног или више великих вулканских острва која су била потопљена порастом плиме. Данас тридесетак острва која чине Сент Брендон чине део Републике Маурицијус. Са око седамнаест ненасељених острва управља „Корпорација за развој спољних острва Маурицијуса“ (ентитет којим управља премијер Маурицијуса), док са преосталих тринаест острва Сент Брендона управља рибарска компанија Рафаел из три насељене острвске базе од Иле Рафаел, Лил ду Суд (Јужно острво, Лил Боaс) и Ил Коко. Рибарска компанија Рафаел добила је ових тринаест острва Ст. Брандона под сталним закупом из 1901. (999-годишњи закуп) који су проглашени сталним грантом одлуком Тајног савета (Уједињено Краљевство) 2008. године. Ових тринаест острва Сент Брандона на трајном закупу су Лил ду Суд (Јужно острво, Лил Боaс), Петит Фу, Лавокер, Лил о Фу, Лил ду Гоувернемо, Петит Мапу, Гранд Мапу, Ла Бален, Лил о Коко, Ил Рафаел, Веронж, Лил о Боа и Вален Рокс.
Постоји неколико потопљених обала или плићака:
- Саја де Мала је велика, потопљена обала. Праисторијски то је била група вулканских острва и била је повезана са Великом Чагос обалом све док их померање континената није раздвојило.
- Судо обала су група нижих обала на висоравни Маскарен.
- Назарет обала се налази северно од Каргадос Карахоса, и праисторијски су биле једна геолошка карактеристика. Данас је то велика, плитка рибарска обала.
- Хокинс обала се налази на најсевернијој тачки висоравни Маскарен.

## Геологија
Острва су вулканског порекла; Саја де Маља (35 милиона година стара) је била прво од острва Маскарена које је изашло из Индијског океана због жаришта Реиниона, а затим су следиле Назарет обала (отприлике 2 милиона година касније), Судо обала и Каргадос Карахос. Најмлађа острва која су настала била су Маурицијус (7–10 милиона година), најстарије од постојећих острва, настало заједно са подморским гребеном Родригеш. Острва Родригеш и Реинион настала су у последња два милиона година. Реинион је највеће од острва (2.500 km2), а следе Маурицијус (1.900 km2) и Родригеш (110 km2). На крају су Саја де Маља, Назарет и Судо потпуно потопљени, а Каргадос Карахос је остао као корални атол. Врућа тачка Реиниона је почела да се хлади и Родригеш се појавио као мало острво.

## Историја
Рана колонијална историја острва, као и она Кариба, карактерисала је низом преузимања власти између ривалских сила: Португалци, Холанђани, Французи и Британци су владали неким или свим острвима.
Око 1507. године, истраживач Диого Фернандес Переира открио је групу острва. Област је остала под номиналном португалском влашћу све док Етјен де Флако није стигао са француском поморском ескадрилом и преузео посед 1649. године. Од 4. јуна 1735. до 23. марта 1746. године, француска Маскаренска острва су била колонија под генералним гувернером, која је обухватала Француско острво (сада Маурицијус), острво Бурбон (Реинион) и Сешеле (Сејшели). Дана 14. јула 1767. ово је постало француска крунска колонија, још увек под једним генералним гувернером. Од 3. фебруара 1803. до 2. септембра 1810. француска колонија Indes-Orientales, под генерал-капетаном, укључивала је Реинион и (номинално) Сејшеле.

### Маурицијус
На основу навигационих карата као што је планисфера Кантина из 1502. године, претпоставља се да су арапски морнари први открили Маурицијус, око 975. године, назвавши га Дина Ароби. Најраније потврђено откриће забележено је 1507. године од стране португалских морнара. Холанђани су преузели физички посед 1598. године, успостављајући низ краткотрајних насеља током периода од око 120 година, пре него што су напустили своје напоре 1710. Француска је преузела контролу 1715. године, и преименовала га је у Француско острво. Године 1810, Уједињено Краљевство је извршило инвазију на острво да заштити своје источноиндијске бродове од француских гусара. Четири године касније, Париским уговором, Француска је уступила Маурицијус и његове зависности Уједињеном Краљевству. Под Британцима, Маурицијус се успешно развијао као плантажна економија и колонија заснована на шећерној трсци до независности 1968.

### Реинион
Реинион су прво открили Арапи, а затим Португалци, који су га назвали Санта Аполонија. Затим су га окупирали Французи као део Маурицијуса. Прво су га населили француски побуњеници који су стигли на острво између 1646. и 1669. године. Данашњи назив добило је 1793. године. Од 1810. до 1815. држали су га Британци, пре него што су га вратили Француској. Реинион је постао прекоморски департман Француске 1946. године.

## Заштићена подручја
Око 40,6% копнене површине Маскаренских острва налази се у заштићеним подручјима. Копнена заштићена подручја на Маурицијусу укључују Национални парк Блек Ривер кланци, Национални парк Бра До, Резерват природе Перије, Резерват природе Корп де Гард, Резерват природе Ле Пус, Резерват природе Кабине, Резерват природе Гули Пере и Резерват природе Боа Сек. На Реиниону постоје 32 заштићена подручја, укључујући Национални парк Реинион (1055,15 km2), који покривају 63,13% острва.